# Citrato de potasio
El citrato de potasio es una sal potásica del ácido cítrico. Se emplea en la industria alimentaria como regulador de la acidez y aparece codificado como E 332. Se emplea como medicamento contra el tratamiento de las piedras del riñón (Antiurolitiásico), siendo de la misma forma una substancia quelante del calcio.

## Propiedades
Se trata de un polvo blanco higroscópico, inodoro y con ligero sabor salino debido a la presencia de iones potasio. Es muy soluble en agua, es por esta razón por la que se administra por vía oral en forma de solución o pastillas.  

## Usos
Se emplea el citrato de potasio en los tratamientos de las litiasis de los cálculos renales, su efecto es una reducción en el calcio urinario. Los cambios inducidos por la presencia de citrato de potasio en la orina disminuye la cristalización de piedras que forman las sales renales (el oxalato de calcio, fosfato de calcio y el ácido úrico).  La disminución se debe al incremento del pH en la orina (efecto alcalinizante) y al aporte de iones de Potasio que cambia la solubilidad de los minerales.

## Salud
El citrato potásico se asimila rápidamente en el cuerpo humano, sobre todo cuando es ingerido. 